# Roscko Speckman

a Compétitions nationales et continentales officielles uniquement.

b Matchs officiels uniquement.
Dernière mise à jour le 15 juillet 2021.
Roscko Speckman, est un joueur sud-africain de rugby à XV et de rugby à sept. Il évolue au poste d'ailier à XV, et de demi de mêlée à sept. Il joue avec la franchise des Cheetahs depuis 2020, et évolue avec l'équipe d'Afrique du Sud de rugby à XV depuis 2021.

## Carrière

### En club
Rosko Speckman fait ses débuts avec les Natal Sharks à l'occasion d'un quart de finale de Vodacom Cup en 2010, contre les Griquas. Il joue ensuite un total de trois saisons exclusivement en Vodacom Cup au niveau professionnel, inscrivant quatre essais lors de l'édition 2011. En 2012, il fait ses débuts en Currie Cup face à la Western Province.
L'année suivante, il s'engage avec l'équipe des Pumas. Dès sa première saison, il remporte la First Division de Currie Cup et aide son équipe à accéder ainsi au tournoi principal de l'édition suivante. En 2015, il fait également partie de l'équipe qui remporte la finale de la Vodacom Cup face à la Western Province (24 à 7). C'est le seul match de la compétition qu'il dispute et qui fait suite à son retour en club après un passage en rugby à sept.

### En équipe nationale de rugby à sept
En 2013, il intègre de groupe de l'équipe d'Afrique du Sud de rugby à sept, mais il fait ses débuts lors des World Rugby Sevens Series à l'occasion du tournoi de Las Vegas en 2014.
Il remporte la médaille de bronze du tournoi masculin de rugby à sept aux Jeux olympiques d'été de 2024 à Paris.

### En équipe nationale de rugby à XV
En juin 2021, il est sélectionné pour la première fois avec les Springboks par le sélectionneur Jacques Nienaber pour préparer la tournée des Lions britanniques en Afrique du Sud. Il connaît sa première cape le 2 juillet 2021 contre la Géorgie  à Pretoria.

## Statistiques

### Club
| Période   | Clubs        | Compétition                  | Matches | Essais | Points |
| --------- | ------------ | ---------------------------- | ------- | ------ | ------ |
| 2009-2012 | Natal Sharks | Vodacom Cup                  | 11      | 5      | 20     |
| 2009-2012 | Natal Sharks | Currie Cup                   | 1       | 0      | 0      |
| 2012-2015 | Pumas        | Vodacom Cup                  | 10      | 11     | 55     |
| 2012-2015 | Pumas        | Currie Cup                   | 19      | 5      | 25     |
| 2012-2015 | Pumas        | First Division de Currie Cup | 14      | 11     | 55     |

### En équipe nationale
Roscko Speckman a disputé sept saisons des World Rugby Sevens Series pendant lesquelles il a joué 31 tournois, 162 matchs et a inscrit 416 points dont 76 essais. Il a également écopé d'un carton rouge en 2016.

## Palmarès

### Rugby à XV
- Currie Cup 2012 avec les Natal Sharks
- First Division de Currie Cup 2013 avec les Pumas
- Vodacom Cup 2015 avec les Pumas
  - Finaliste en 2013

### Rugby à sept
- Médaille de bronze à l'épreuve de rugby à sept des Jeux Olympiques 2016.
- Médaille de bronze à l'épreuve de rugby à sept des Jeux Olympiques 2024.
- Deuxième des World Rugby Sevens Series en 2014, 2015 et 2016
- USA rugby sevens 2014
- South Africa rugby sevens 2015